# إنريكي بيرالتا إيزورديا
العقيد ألفريدو انريكي بيرالتا إيزورديا (17 يونيو 1908 - 18 فبراير 1997 ). كان رئيس غواتيمالا من 31 مارس 1963 - 1 يوليو عام 1966. -
ولد انريكي بيرالتا على 17 يونيو 1908 في مدينة غواتيمالا. تولى الرئاسة بعد انقلاب ضد الرئيس ميغيل Ydígoras فوينتس، في اطار من شغل منصب الزراعة (1959 - 1960) ووزير الدفاع (1961 - 1963). أقام الحزب الديمقراطي المؤسسي، وهو حزب الحاكم المؤيد عسكري على غرار الحزب الثوري المؤسسي، الذي هيمن على الحياة السياسية في غواتيمالا حتى عام 1982.
في انتخابات عام 1978، كان مرشح حركة التحرير الوطني ولكنه هزم من قبل فرناندو روميو لوكاس غارسيا.

## روابط خارجية
- إنريكي بيرالتا إيزورديا على موقع مونزينجر (الألمانية)